# Cantone di Saint-Malo-de-la-Lande
Il Cantone di Saint-Malo-de-la-Lande era una divisione amministrativa dell'arrondissement di Coutances.
È stato soppresso a seguito della riforma complessiva dei cantoni del 2014, che è entrata in vigore con le elezioni dipartimentali del 2015.
Comprendeva i comuni di:
- Agon-Coutainville
- Ancteville
- Blainville-sur-Mer
- Boisroger
- Brainville
- Gouville-sur-Mer
- Gratot
- Heugueville-sur-Sienne
- Montsurvent
- Saint-Malo-de-la-Lande
- Servigny
- Tourville-sur-Sienne
- La Vendelée